# Felipe Gedoz
Felipe Gedoz da Conceição (Muçum, 12 de julho de 1993) é um futebolista brasileiro que atua como meia-atacante e ponta-esquerda. Atualmente está jogando futebol amador, pelo Estudiantes, clube de Lajeado, no Rio Grande do Sul.

## Carreira

### Clubes profissionais
Entrou na base do Esporte Clube Juventude aos 11 anos. Passou também por Clube Atlético Carazinho e Guarani-RS, antes de chegar na base do Defensor Sporting, do Uruguai.
Em 2012, estreou no profissional do Defensor, se destacando na Libertadores de 2014 ao marcar dois gols contra o Cruzeiro e levando o Defensor numa inédita semifinal.
Após sua boa participação, foi vendido ao Club Brugge, da Bélgica. Pelo clube, conquistou a Liga e a Taça da Bélgica e disputou a Uefa Champions League e Uefa Europa League.
Em 30 de dezembro de 2016, acertou seu retorno ao Brasil, para jogar no Atlético Paranaense, contratado por 1,2 milhão de euros. Em 2017, fez 30 partidas e marcou 8 gols, sendo o artilheiro do time no ano.
Na temporada seguinte, após partida pela Sul-Americana, no mês de abril, fez seu último jogo pelo clube, sendo emprestado ao Goiás em 10 de maio de 2018.
Em 2020, foi contratado pelo Nacional-URU, sendo campeão da Liga Uruguaia. No mesmo ano foi emprestado ao Remo.
Pelo clube paraense, Gedoz conquistou o acesso para a Série B de 2021. Conquistou a Copa Verde 2021 e o Parazão 2022, mas fez parte do rebaixamento de volta para a Série C em 2021. Disputou 79 partidas e marcou 12 gols.
Em maio de 2022, chegou ao Brasiliense, onde fez somente 5 jogos.
Em 2023, jogou pelo Santa Cruz, clube que defendeu em 15 partidas, marcou 3 gols e 1 assistência.
Em abril de 2023, acertou com o Ypiranga-RS. Em julho do mesmo ano, rescinde o contrato com o clube, onde jogou 7 jogos e não balançou as redes.

### Futebol amador
Após quase dois meses sem clube, em agosto de 2023, passa a atuar time de futebol amador FC Bom Jesus, de Santa Cruz do Sul.

### Seleção Brasileira
Foi convocado para a Seleção Brasileira sub-20, onde foi titular na conquista do Torneio Internacional da China, em 2014.

## Títulos
Club Brugge
- Copa da Bélgica: 2014–15
- Campeonato Belga: 2015–16
- Supercopa da Bélgica: 2016

Remo
- Copa Verde: 2021
- Campeonato Paraense: 2022

Seleção Brasileira
- Torneio Internacional da China: 2014